# Myra Maimoh
Myra Maimoh, née le 6 décembre 1982 au Cameroun, est une chanteuse afro-soul camerounaise. Son premier album Answer'd Me est enregistré chez Hitsmith Records en Allemagne. Son second album indépendant Uniq est diffusé en juillet 2015, avec notamment le single a no go tire.

## Biographie
Myra Maimoh, née en 1982, grandit dans une famille chrétienne à Bamenda (région du Nord-Ouest). Sa mère, sa plus grande source d'inspiration, l'a initiée aux rythmes de la pop music, du jazz, de la musique traditionnelle africaine et moderne portés par Skeeter Davies, James Brown, Ella Fitzgerald, Louis Armstrong, Richard Bona, Bebe Manga, ou encore Kadja Nin. Elle commence à chanter et à composer très tôt.
Elle écrit sa première série de chansons et d'histoires à l'âge de treize ans, parmi lesquelles It's not too late, Life is short, Aberni ma Papa and Our Lord is always there. It's not too late devint plus tard une chanson interprétée par les Cherubic Queens,  girls band à succès au Cameroun qu'elle rejoint à l'âge de quinze ans. L'aventure a duré trois ans.
Myra a eu ensuite une carrière musicale allant du chant à la danse avec le groupe Crystalz. Elle a remporté de nombreux prix dans les compétitions de Coca-Cola pour l'art entre 1998 et 2001, dans des groupes mais aussi en solo à travers des disciplines telles que la poésie, la composition et la danse. De 2001 à 2005, elle fait les chœurs pour des studios d'enregistrement au Cameroun. En 2012, elle s'installe aux États-Unis après avoir lancé sa carrière et effectué l'enregistrement de son premier album en Allemagne, en 2010,. Un nouvel album sort en juillet 2016, Uniq.

## Discographie
1. You and Me
2. Hallow
3. Killing Me
4. Cuando
5. I'Ncourage You
6. Whatever I Promise
7. I Need Him
8. Take It Slow
9. The Lies
10. Turtle Back Rock
11. Answer Me
12. Uniq